# Campolongo Tapogliano
Campolongo Tapogliano (friülà Cjamplunc Tapoian) és un municipi italià, dins de la província d'Udine, en la comarca Bassa Friülana. L'any 2007 tenia 1.202 habitants. Limita amb els municipis d'Aiello del Friuli, Romans d'Isonzo (GO), Ruda, San Vito al Torre i Villesse (GO). Ha estat creat el gener de 2009 de la unió dels municipis de Campolongo al Torre i de Tapogliano.

## Administració
| Període | Identitat    | Partit        |
| ------- | ------------ | ------------- |
| 2004-   | Luigi Morsut | Llista cívica |